# アキカラマツ
アキカラマツ（秋唐松、秋落葉松、Thalictrum minus var. hypoleucum）とは、キンポウゲ科カラマツソウ属の多年草。別名タカトグサ（高遠草）。

## 分布・生育地
日本では北海道、本州、四国、九州、南西諸島に、日本国外では朝鮮、中国に分布する。水はけがよい日当たりのよい場所を好み、主に山野の草地や林地の周囲、路傍、丘陵地などに生育する。
なお、奄美大島と沖永良部島の分布については、標本が無く疑問視されている。沖縄島産のものは、北海道 - 九州産のものと比べ、高さ15 - 30センチメートルと小形であり、生育環境も違うことから詳しい調査が必要であるとされていた（沖縄県、2006年）が、2025年になって台湾産のタカサゴカラマツ（T. urbainii）に近縁の新種と判明し、沖縄北部に自生することからヤンバルカラマツ（T. yambaruense）と命名された。ヤンバルカラマツの自生地はやんばる地域の1か所のみで、生育数は推定50個体以下のうえ自生地が滝の壁面という特殊な環境のため、琉球大学は緊急の保全対策を求めている。

## 特徴
初夏から秋にかけて、カラマツの葉を思わせる黄緑色の小さな花を枝先に群がるように咲かせることから、「秋カラマツ」の名が生まれたとされる。地方により、タカトグサ、ウシイヤグサの別名でも呼ばれている。長野県高遠の城下町では、数百年の間、日干ししたアキカラマツを高遠草（たかとぐさ）と呼んで腹痛などの薬草として用いていた。
多年草で、高さ60 - 130センチメートルになり、茎は直立し上部で枝分かれする。葉は、互生で3出複葉。小葉は円形から広卵形、扇形など様々で先端は2 - 3裂し、長さは約1センチメートル。
花期は夏から初秋（7 - 9月）。花序は円錐花序で、茎の頂端に付き、多数の淡黄白色の小花をつける。花弁は無く、花弁のように見える長さ2ミリメートル、長楕円形のがく片が3 - 4枚付き、開花すると落ちて糸状の雄しべが多数つき、長く目立つ。果実は痩果で、長さ約2.5ミリメートルの紡錘形から楕円形で8つの筋（稜）が目立ち、1 - 4個ほどが集まって上向きにつく。種子は2ミリメートルほどの狭卵形で先が尖り、表面にはっきりした隆条がある。
カラマツソウに似るが、カラマツソウの茎を折ると中が空洞で、花色が白色で、果実は垂れ下がるので見分けがつく。
コムギの赤さび病菌の中間宿主植物となっている。

## 利用
民間薬として胃腸薬等に用いられ、茎を天日で乾燥させてものを煎じて服用すると、腹痛など、下痢止め、食あたり食欲不振などに効能があるとされる。地上部の茎葉部を刈り取って日干しにしたものに、マグノフロリン（アルカロイド）、タカトニンなどを含んでおり、これらの成分は苦みが強いため口内の味覚神経を刺激して胃の粘膜に直接作用することから、胃液の分泌を促して胃の活動を活発化させることによって、健胃や整腸に役立つと考えられている。なお、生育地により含有成分に差違が生じているとする報告がある。
民間療法では、胃腸の調子悪いときに、高遠草を1日量5 - 10グラムを水600 ccで半量になるまで煎じて、食後に3回に分けて服用する用法が知られている。また胃弱の人に、高遠草を粉末にしたものを1回0.3 - 0.5グラムを毎食前に水で飲んでおく用法もある。
一方、同じキンポウゲ科のカラマツソウ、オオカラマツ、シキンカラマツ、ツクシカラマツなどは、作用の激しい成分を含む毒草として扱われているため薬用には用いられない。

## 文化
アイヌ文化では、短気な人物、気性の荒い人物、酒乱、癇癪持ちの子どもなどにアキカラマツの種実を混ぜた飯を与え、「エラム アンライケ」（「お前の心を殺したぞ」という意味）という呪文を唱えることがあった。

## 保護上の位置づけ
生育地である下記の地方公共団体が作成したレッドデータブックに掲載されている。
- 鹿児島県：準絶滅危惧
- 沖縄県：絶滅危惧IA類